# František Jan Štiasný
František Jan Štiasný (Praga, 1764 - Mannheim, 1820) fou un violoncel·lista i compositor del Classicisme que assolí grans èxits en la seva vila natal, Nuremberg, Mannheim i altres moltes poblacions, i publicà duets, un concert i sonates per a violoncel.